# Kartala

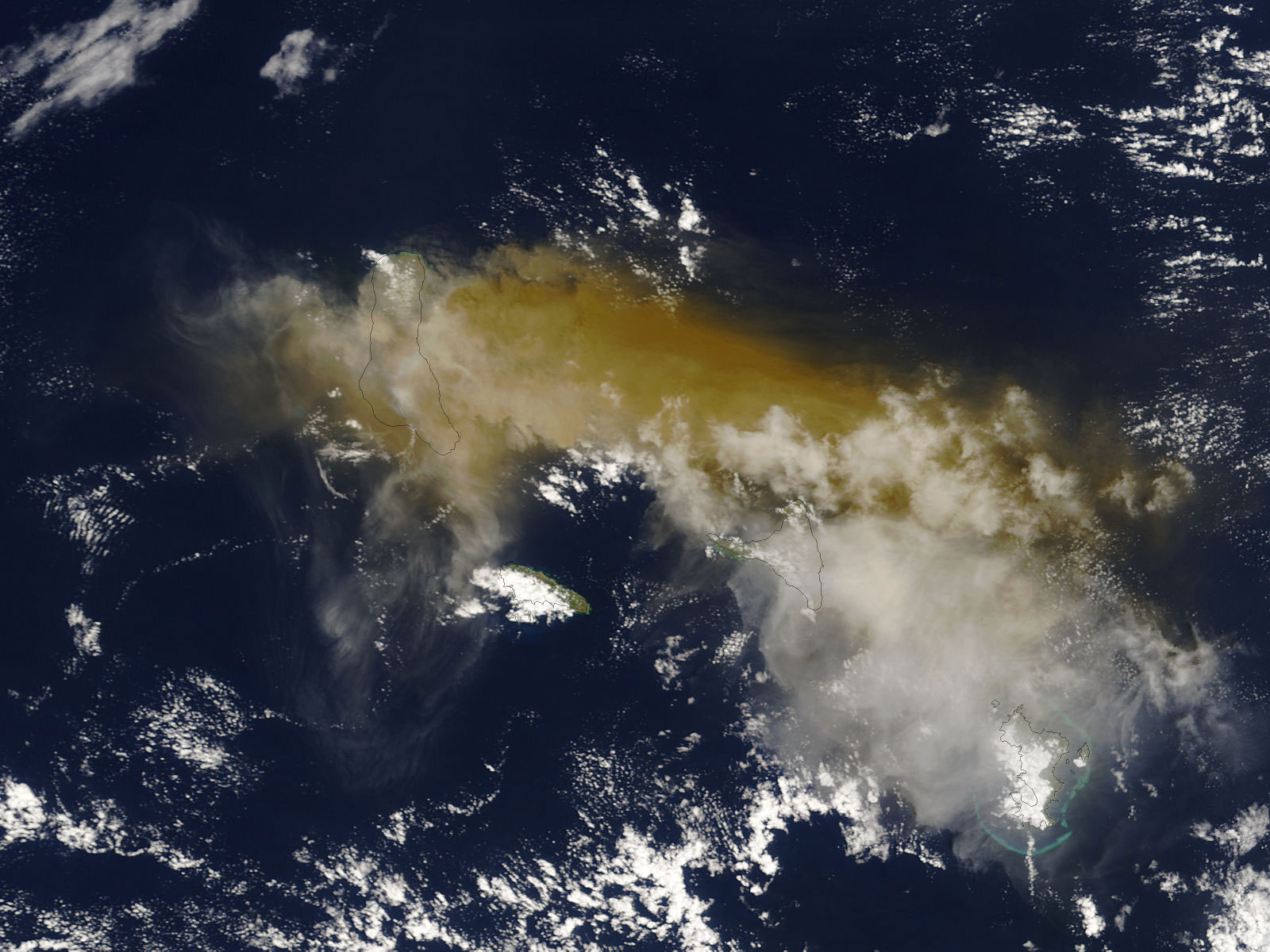
Zdjęcie erupcji z 2005 r.

Położenie Komorów

Kartala – wulkan tarczowy na wyspie Wielki Komor. Jest jednym z bardziej aktywnych wulkanów, od XIX w., kiedy jego aktywność jest monitorowana wybuchał ponad 20 razy.
Znajduje się w masywie La Grille. U podnóża wulkanu Kartala leży Moroni – stolica Związku Komorów. Miasto zamieszkuje około 60 tysięcy ludzi.
Stożek wulkaniczny jest to najwyższy szczyt Komorów (2 361 m n.p.m.). Zbudowany jest z bazaltów i ich tufów. Krater wulkanu ma wielkość 4 × 3 km. Do wysokości 1800 m n.p.m. zbocza wulkanu porastają wiecznie zielone lasy, powyżej przeważają wrzosowiska z wrzoścem Erica comorensis. Na zboczach wulkanu żyje wiele endemitów, w tym cztery gatunki ptaków znajdowanych tylko w tym miejscu; są to: muchołówka Humblotia flavirostris, szlarnik kraterowy (Zosterops mouroniensis), dziwogon brązowoskrzydły (Dicrurus fuscipennis) i syczek stokowy (Otus pauliani). Lasy na zboczach są eksploatowane na drewno.
Zanotowana działalność wulkaniczna:

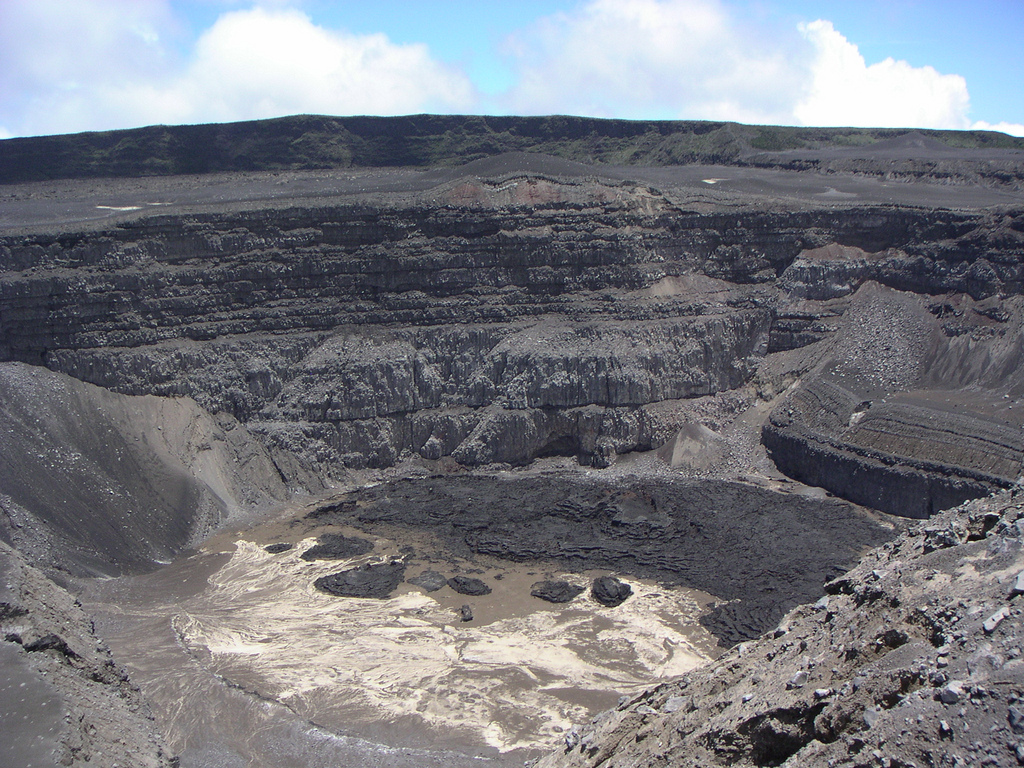
Krater wulkanu Karthala w listopadzie 2006

- XIX w: 1808, 1814, 1821, 1828, 1830, 1833, 1848, 1850, 1855, 1857, 1858, 1859, 1860, 1862(?), 1872, 1876, 1880, 1883-84
- XX w: 1904, 1910, 1918, 1928, 1948, 1952, 1956, 1965, 1972, 1977, 1991
- XXI w: 2005, 2005, 2006, 2007[3]

Erupcje, które miały miejsce 17 kwietnia 2005, a następnie 29 maja 2006 r., przerwały okres uśpienia. Aktywność i erupcja w 2005 r. spowodowały zagrożenie dla ludności zamieszkującej wyspę. Z tego powodu z okolicznych terenów ewakuowano ponad 40 000 osób. Teren wokół krateru pokryła świeża warstwa popiołu, a jezioro wulkaniczne powstałe po erupcji w 1991 przestało istnieć.
Ostatni wybuch miał miejsce w styczniu 2007 roku.